# Final da Copa do Mundo de Clubes da FIFA de 2017
A Final da Copa do Mundo de Clubes da FIFA de 2017 foi a 14.ª final desta competição, realizada anualmente pela FIFA entre os clubes vencedores de cada uma das seis confederações continentais, bem como o vencedor da liga do país anfitrião. Foi disputada no Estádio Zayed Sports City, em Abu Dhabi, nos Emirados Árabes Unidos, no dia 16 de dezembro.
A final foi disputada entre o clube espanhol Real Madrid, representando a UEFA, como atuais campeões da Liga dos Campeões da UEFA, e o clube brasileiro Grêmio, representando a CONMEBOL, como atuais campeões da Copa Libertadores da América.
O Real Madrid ganhou o jogo por 1 a 0 com um gol de Cristiano Ronaldo em uma cobrança de falta. O time espanhol foi dominante durante todos os 90 minutos de jogo, com o time brasileiro terminando a partida com apenas um chute a gol (em cobrança de falta do lateral-direito Edilson). A dupla de zaga tricolor, entretanto, se comportou muito bem na partida ao conter o ataque merengue. O Real venceu conquistando assim o seu terceiro título da Copa do Mundo de Clubes da FIFA, e seu sexto título de âmbito mundial. Esta foi a primeira vez que uma equipe defendeu com sucesso o título da Copa do Mundo de Clubes da FIFA, depois que o Real ganhou o título no ano anterior. A vitória também marcou a décima vez que uma equipe da UEFA venceu a Copa do Mundo de Clubes.

## Estádio

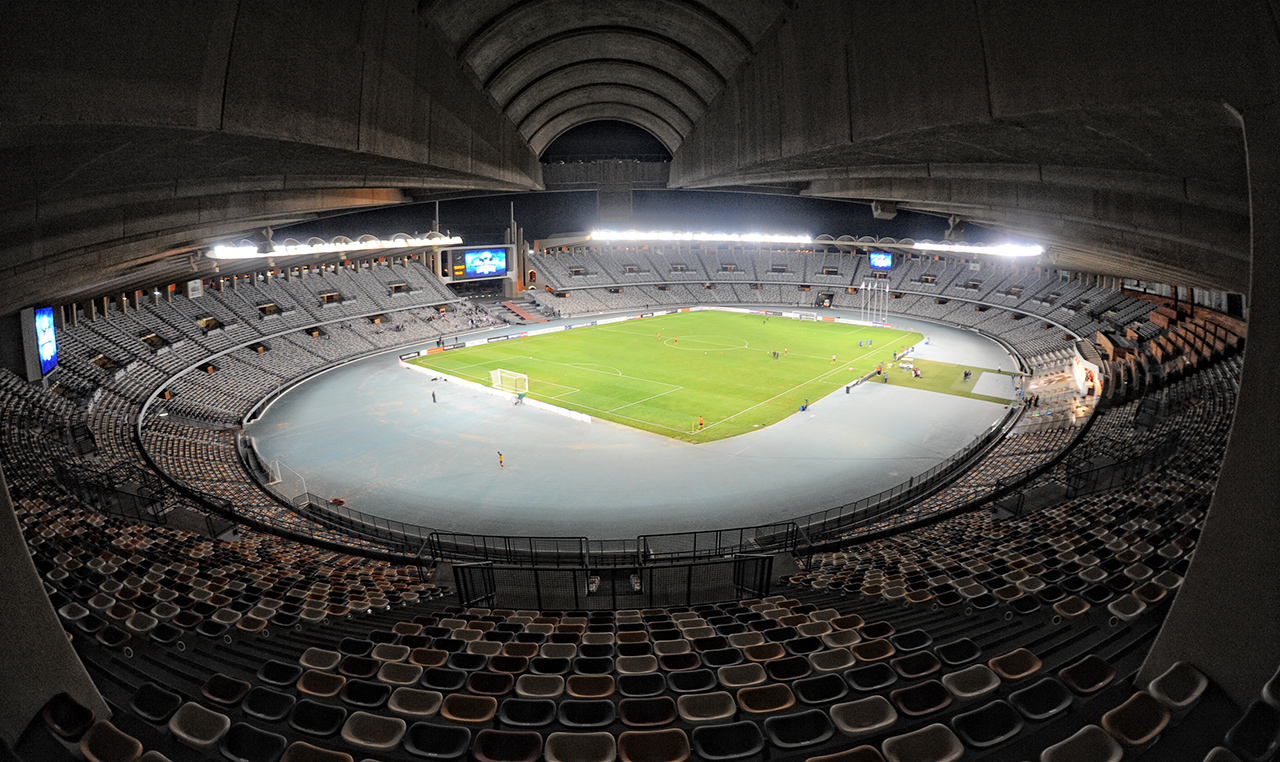
Estádio Zayed Sports City

O Estádio Zayed Sports City em Abu Dhabi foi anunciado como o local da final em 11 de abril de 2017. No estádio já haviam sido realizadas as finais de 2009 e 2010.
É o maior estádio dos Emirados Árabes Unidos, com mais de 43 mil lugares. O estádio foi inaugurado em 1979 e recentemente foi renovado, com muitas das instalações atualizadas para garantir que ele atenda aos padrões internacionais de segurança e que possa ser utilizado para uma ampla gama de eventos.

## Bastidores
A Copa do Mundo de Clubes da FIFA, realizada anualmente em dezembro, era disputada entre os vencedores de competições de clubes continentais e os vencedores da liga do país anfitrião.
O Real Madrid se classificou para a sua quarta Copa do Mundo de Clubes ao vencer a Liga dos Campeões da UEFA de 2016–17. O clube já venceu as edições de 2014 e 2016 da Copa do Mundo de Clubes. Na época, ficava trás apenas do Barcelona em número de títulos. O Madrid entrou na competição diretamente nas semifinais, enfrentando os campeões da UAE League, o Al-Jazira, que venceu campeão da Oceania o Auckland City da Nova Zelândia e os campeões asiáticos Urawa Red Diamonds do Japão nas fases anteriores. O Real Madrid venceu o jogo por 2 a 1, após decisões controversas do árbitro e do sistema de arbitragem de vídeo.
O clube brasileiro Grêmio se classificou para a sua segunda Copa do Mundo de Clubes conquistando a Copa Libertadores da América de 2017, em novembro. Eles entraram nas semifinais, enfrentando os campeões da América do Norte, o Pachuca do México, que venceu os campeões africanos Wydad Casablanca de Marrocos nas quartas de final. O Grêmio venceu o jogo por 1 a 0 na prorrogação, com um gol marcado por Éverton aos 95 minutos.

## Ingressos
Os ingressos para todos os jogos da competição, assim como da final, começaram a ser vendidos para clientes do cartão de crédito Visa no dia 1 de junho de 2017, às 10:00 (CET) até 18 de junho de 2017, às 10 : 00 (CET).
Para o público em geral os ingressos foram disponibilizados a partir do dia 19 de junho de 2017, 10:00 (CET). Os torcedores podiam comprar ingressos online no site da FIFA.
Os preços dos ingressos para a grande final variavam de AED 80,00 a 1.500 (aproximadamente de R$ 71,73 a R$ 1.344,90), dependendo da categoria escolhida.

## Caminhos até a final
| Real Madrid                                     | Real Madrid                                     | Equipe                                  | Grêmio                                          | Grêmio                                          |
| ----------------------------------------------- | ----------------------------------------------- | --------------------------------------- | ----------------------------------------------- | ----------------------------------------------- |
| UEFA                                            | UEFA                                            | Confederação                            | CONMEBOL                                        | CONMEBOL                                        |
| Campeão da Liga dos Campeões da UEFA de 2016–17 | Campeão da Liga dos Campeões da UEFA de 2016–17 | Classificação                           | Campeão da Copa Libertadores da América de 2017 | Campeão da Copa Libertadores da América de 2017 |
| Adversário                                      | Resultado                                       | Copa do Mundo de Clubes da FIFA de 2017 | Adversário                                      | Resultado                                       |
| Al-Jazira                                       | 2–1                                             | Semifinais                              | Pachuca                                         | 1–0 (pro)                                       |

## Jogo

### Detalhes
| 16 de dezembro | Real Madrid           | 1 – 0     | Grêmio | Estádio Zayed Sports City, Abu Dhabi     |
| 21:00          | Cristiano Ronaldo 53' | Relatório |        | Público: 41 094 Árbitro: MEX César Ramos |

| Real Madrid | Grêmio |

| REAL MADRID:    |    |                   |     |     |
|                 |    |                   |     |     |
| G               | 1  | Keylor Navas      |     |     |
| LD              | 2  | Daniel Carvajal   |     |     |
| Z               | 5  | Raphaël Varane    |     |     |
| Z               | 4  | Sergio Ramos      |     |     |
| LE              | 12 | Marcelo           |     |     |
| V               | 10 | Luka Modrić       |     |     |
| V               | 14 | Casemiro          | 27' |     |
| V               | 8  | Toni Kroos        |     |     |
| M               | 22 | Isco              |     | 73' |
| A               | 9  | Karim Benzema     |     | 79' |
| A               | 7  | Cristiano Ronaldo |     |     |
| Substituições:  |    |                   |     |     |
| G               | 13 | Kiko Casilla      |     |     |
| G               | 35 | Moha Ramos        |     |     |
| LD              | 19 | Achraf Hakimi     |     |     |
| Z               | 3  | Jesús Vallejo     |     |     |
| Z               | 6  | Nacho Fernández   |     |     |
| LE              | 15 | Theo Hernández    |     |     |
| V               | 18 | Marcos Llorente   |     |     |
| V               | 23 | Mateo Kovačić     |     |     |
| M               | 20 | Marco Asensio     |     |     |
| M               | 24 | Dani Ceballos     |     |     |
| A               | 11 | Gareth Bale       |     | 79' |
| A               | 17 | Lucas Vázquez     |     | 73' |
| A               | 21 | Borja Mayoral     |     |     |
| Treinador:      |    |                   |     |     |
| Zinédine Zidane |    |                   |     |     |

| GRÊMIO:           |    |                  |  |     |
|                   |    |                  |  |     |
| G                 | 1  | Marcelo Grohe    |  |     |
| LD                | 2  | Edílson          |  |     |
| Z                 | 3  | Pedro Geromel    |  |     |
| Z                 | 4  | Walter Kannemann |  |     |
| LE                | 12 | Bruno Cortês     |  |     |
| V                 | 5  | Michel           |  | 84' |
| V                 | 25 | Jailson          |  |     |
| M                 | 17 | Ramiro           |  | 71' |
| M                 | 7  | Luan             |  |     |
| M                 | 21 | Fernandinho      |  |     |
| A                 | 18 | Lucas Barrios    |  | 63' |
| Substituições:    |    |                  |  |     |
| G                 | 30 | Bruno Grassi     |  |     |
| G                 | 48 | Paulo Victor     |  |     |
| LD                | 6  | Leonardo Gomes   |  |     |
| LD                | 88 | Léo Moura        |  |     |
| Z                 | 14 | Bruno Rodrigo    |  |     |
| Z                 | 15 | Rafael Thyere    |  |     |
| Z                 | 22 | Bressan          |  |     |
| LE                | 26 | Marcelo Oliveira |  |     |
| V                 | 8  | Maicon           |  | 84' |
| V                 | 28 | Kaio             |  |     |
| A                 | 9  | Jael             |  | 63' |
| A                 | 11 | Everton          |  | 71' |
| Treinador:        |    |                  |  |     |
| Renato Portaluppi |    |                  |  |     |

| Bandeirinhas: Marvin Torrentera (México) Miguel Ángel Hernández (México) Quarto árbitro: Ravshan Irmatov (Uzbequistão) Árbitros assistentes de vídeo: Mark Geiger (Estados Unidos) Jakhongir Saidov (Uzbequistão) Árbitro assistente de árbitro de vídeo: Felix Zwayer (Alemanha) | Regras - 90 minutos. - 30 minutos de prorrogação se necessário. - disputa por pênaltis se o placar permanecer empatado. - Doze substitutos nomeados por equipe. - Máximo de três substituições, com um quarto sendo permitido no tempo extra. |

### Estatísticas
| Estatísticas      | Real Madrid | Grêmio |
| ----------------- | ----------- | ------ |
| Gols              | 0           | 0      |
| Total de chutes   | 9           | 1      |
| Chutes na meta    | 1           | 0      |
| Defesas           | 0           | 1      |
| Posse de bola     | 63%         | 37%    |
| Escanteios        | 6           | 1      |
| Faltas cometidas  | 7           | 5      |
| Impedimentos      | 1           | 0      |
| Cartões amarelos  | 1           | 0      |
| Cartões vermelhos | 0           | 0      |

| Estatísticas      | Real Madrid | Grêmio |
| ----------------- | ----------- | ------ |
| Gols              | 1           | 0      |
| Total de chutes   | 11          | 0      |
| Chutes na meta    | 6           | 0      |
| Defesas           | 0           | 5      |
| Posse de bola     | 61%         | 39%    |
| Escanteios        | 3           | 0      |
| Faltas cometidas  | 7           | 7      |
| Impedimentos      | 1           | 0      |
| Cartões amarelos  | 0           | 0      |
| Cartões vermelhos | 0           | 0      |

| Estatísticas      | Real Madrid | Grêmio |
| ----------------- | ----------- | ------ |
| Gols              | 1           | 0      |
| Total de chutes   | 20          | 1      |
| Chutes na meta    | 7           | 0      |
| Defesas           | 0           | 6      |
| Posse de bola     | 62%         | 38%    |
| Escanteios        | 9           | 1      |
| Faltas cometidas  | 14          | 12     |
| Impedimentos      | 2           | 0      |
| Cartões amarelos  | 1           | 0      |
| Cartões vermelhos | 0           | 0      |

## Premiações
| Copa do Mundo de Clubes da FIFA 2017 |
| Espanha                              |
| ------------------------------------ |
| Real Madrid Campeão (3.º título)     |

Fair Play
| Fair play | Real Madrid |

### Individuais
| Bola de Ouro              | Bola de Prata                   | Bola de Bronze                   | Melhor jogador da partida       |
| ------------------------- | ------------------------------- | -------------------------------- | ------------------------------- |
| Luka Modrić (Real Madrid) | Cristiano Ronaldo (Real Madrid) | Jonathan Urretaviscaya (Pachuca) | Cristiano Ronaldo (Real Madrid) |

Fontes: